# إيكس إن إيسارت
إيكس إن إيسارت (بالفرنسية: Aix-en-Issart)‏ هي بلدية تقع في إقليم باد كاليه من منطقة نور با دو كاليه في شمال فرنسا. تبلغ مساحة هذه المدينة 10.1 (كم²)، وترتفع عن سطح البحر 22 م، يبلغ عدد سكانها 281 نسمة حسب إحصاء المعهد الوطني للإحصاء والدراسات الاقتصادية سنة 2009 م. وترأس Pierre Lafonte البلدية خلال فترة (2008-2014).